# Trachinus cornutus
Trachinus cornutus es una especie de peces de la familia Trachinidae en el orden de los Perciformes.

## Distribución geográfica
Se encuentra en Chile.